# Marruecos en la Copa Mundial de Fútbol de 2018
La selección de Marruecos fue uno de los 32 equipos participantes en la Copa Mundial de Fútbol de 2018, torneo que se llevó a cabo del 14 de junio al 15 de julio en Rusia.
El 11 de noviembre de 2017, con victoria ante Costa de Marfil por 2-0, finalizó el grupo C sin goles en contra y de forma invicta. Así fue como cortó la racha de veinte años sin clasificarse a una Copa del Mundo luego de haber participado por última ocasión el de Francia 1998.

## Clasificación

### Segunda ronda
| Fecha                   | Lugar  | Local             |                              | Resultado                                                      |                              | Visitante         |
| ----------------------- | ------ | ----------------- | ---------------------------- | -------------------------------------------------------------- | ---------------------------- | ----------------- |
| 12 de noviembre de 2015 | Agadir | Marruecos         | Bandera de Marruecos         | 2 – 0 Archivado el 14 de noviembre de 2015 en Wayback Machine. | Bandera de Guinea Ecuatorial | Guinea Ecuatorial |
| 15 de noviembre de 2015 | Bata   | Guinea Ecuatorial | Bandera de Guinea Ecuatorial | 1 – 0 Archivado el 14 de noviembre de 2015 en Wayback Machine. | Bandera de Marruecos         | Marruecos         |

### Tercera ronda
| Selección       | Pts. | PJ | PG | PE | PP | GF | GC | Dif |
| --------------- | ---- | -- | -- | -- | -- | -- | -- | --- |
| Marruecos       | 12   | 6  | 3  | 3  | 0  | 11 | 0  | 11  |
| Costa de Marfil | 8    | 6  | 2  | 2  | 2  | 7  | 5  | 2   |
| Gabón           | 6    | 6  | 1  | 3  | 2  | 2  | 7  | -5  |
| Malí            | 4    | 6  | 0  | 4  | 2  | 1  | 9  | -8  |

| Fecha                   | Lugar       | Local           |                            | Resultado                                                       |                            | Visitante       |
| ----------------------- | ----------- | --------------- | -------------------------- | --------------------------------------------------------------- | -------------------------- | --------------- |
| 8 de octubre de 2016    | Franceville | Gabón           | Bandera de Gabón           | 0 – 0 Archivado el 20 de septiembre de 2016 en Wayback Machine. | Bandera de Marruecos       | Marruecos       |
| 12 de noviembre de 2016 | Marrakech   | Marruecos       | Bandera de Marruecos       | 0 – 0 Archivado el 8 de noviembre de 2016 en Wayback Machine.   | Bandera de Costa de Marfil | Costa de Marfil |
| 1 de septiembre de 2017 | Rabat       | Marruecos       | Bandera de Marruecos       | 6 – 0 Archivado el 26 de agosto de 2017 en Wayback Machine.     | Bandera de Mali            | Malí            |
| 5 de septiembre de 2017 | Bamako      | Malí            | Bandera de Mali            | 0 – 0 Archivado el 26 de agosto de 2017 en Wayback Machine.     | Bandera de Marruecos       | Marruecos       |
| 7 de octubre de 2017    | Casablanca  | Marruecos       | Bandera de Marruecos       | 3 – 0 Archivado el 26 de agosto de 2017 en Wayback Machine.     | Bandera de Gabón           | Gabón           |
| 11 de noviembre de 2017 | Abiyán      | Costa de Marfil | Bandera de Costa de Marfil | 0 – 2 Archivado el 15 de octubre de 2017 en Wayback Machine.    | Bandera de Marruecos       | Marruecos       |

### Goleadores
| Jugador          | Goles | Asistencias | Minuto | PJ |
| ---------------- | ----- | ----------- | ------ | -- |
| Khalid Boutaïb   | 4     | -           | 327    | 4  |
| Hakim Ziyech     | 2     | 2           | 439    | 6  |
| Mehdi Benatia    | 1     | -           | -      | -  |
| Nabil Dirar      | 1     | -           | -      | -  |
| Fayçal Fajr      | 1     | -           | -      | -  |
| Achraf Hakimi    | 1     | -           | -      | -  |
| Mimoun Mahi      | 1     | -           | -      | -  |
| Yacine Bammou    | 1     | -           | -      | -  |
| Youssef El-Arabi | 1     | -           | -      | -  |

## Participación

### Lista de convocados
Técnico:  Hervé Renard
| No. | Pos. | Jugador                | Fecha de nacimiento (edad)       | Apa. | Goles | Club                    |
| --- | ---- | ---------------------- | -------------------------------- | ---- | ----- | ----------------------- |
| 1   | POR  | Yassine Bounou         | 5 de abril de 1991 (27 años)     | 11   | 0     | Girona                  |
| 2   | DEF  | Achraf Hakimi          | 4 de noviembre de 1998 (19 años) | 10   | 1     | Real Madrid             |
| 3   | DEF  | Hamza Mendyl           | 21 de octubre de 1997 (20 años)  | 13   | 0     | Lille                   |
| 4   | DEF  | Manuel da Costa        | 6 de mayo de 1986 (32 años)      | 28   | 1     | Estambul Başakşehir     |
| 5   | DEF  | Mehdi Benatia          | 17 de abril de 1987 (31 años)    | 57   | 2     | Juventus                |
| 6   | DEF  | Romain Saïss           | 26 de marzo de 1990 (28 años)    | 24   | 1     | Wolverhampton Wanderers |
| 7   | MED  | Hakim Ziyech           | 19 de marzo de 1993 (25 años)    | 18   | 9     | Ajax                    |
| 8   | MED  | Karim El Ahmadi        | 27 de enero de 1985 (33 años)    | 51   | 1     | Feyenoord               |
| 9   | DEL  | Ayoub El Kaabi         | 25 de junio de 1993 (24 años)    | 10   | 11    | Renaissance de Berkane  |
| 10  | MED  | Younès Belhanda        | 25 de febrero de 1990 (28 años)  | 47   | 5     | Galatasaray             |
| 11  | MED  | Fayçal Fajr            | 1 de agosto de 1988 (29 años)    | 23   | 2     | Getafe                  |
| 12  | POR  | Munir Mohamedi         | 10 de mayo de 1989 (29 años)     | 27   | 0     | Numancia                |
| 13  | DEL  | Khalid Boutaïb         | 24 de abril de 1987 (31 años)    | 18   | 7     | Yeni Malatyaspor        |
| 14  | MED  | Mbark Boussoufa        | 15 de agosto de 1984 (33 años)   | 59   | 7     | Al-Jazira               |
| 15  | MED  | Youssef Aït Bennasser  | 7 de julio de 1996 (21 años)     | 14   | 0     | Caen                    |
| 16  | MED  | Nordin Amrabat         | 31 de marzo de 1987 (31 años)    | 44   | 4     | Leganés                 |
| 17  | DEF  | Nabil Dirar            | 25 de febrero de 1986 (32 años)  | 34   | 3     | Fenerbahçe              |
| 18  | MED  | Amine Harit            | 18 de junio de 1997 (20 años)    | 6    | 0     | Schalke 04              |
| 19  | DEL  | Youssef En-Nesyri      | 1 de junio de 1997 (21 años)     | 16   | 2     | Málaga                  |
| 20  | DEL  | Aziz Bouhaddouz        | 30 de marzo de 1987 (31 años)    | 15   | 3     | St. Pauli               |
| 21  | MED  | Sofyan Amrabat         | 21 de agosto de 1996 (21 años)   | 6    | 0     | Feyenoord               |
| 22  | POR  | Ahmed Reda Tagnaouti   | 5 de abril de 1996 (22 años)     | 2    | 0     | Ittihad Tanger          |
| 23  | MED  | Mehdi Carcela-González | 1 de julio de 1989 (28 años)     | 20   | 1     | Standard Lieja          |

### Fase de grupos
| Selección | Pts | PJ | PG | PE | PP | GF | GC | Dif |
| --------- | --- | -- | -- | -- | -- | -- | -- | --- |
| España    | 5   | 3  | 1  | 2  | 0  | 6  | 5  | 1   |
| Portugal  | 5   | 3  | 1  | 2  | 0  | 5  | 4  | 1   |
| Irán      | 4   | 3  | 1  | 1  | 1  | 2  | 2  | 0   |
| Marruecos | 1   | 3  | 0  | 1  | 2  | 2  | 4  | -2  |

#### Marruecos vs. Irán
| 15 de junio de 2018, 18:00 (UTC+3) | Marruecos | 0:1 (0:0) | Irán                    | Estadio Krestovski, San Petersburgo                      |                                                          |
|                                    |           | Reporte   | Bouhaddouz 90+5' (a.g.) | Asistencia: 62 548 espectadores Árbitro(s): Cüneyt Çakir | Asistencia: 62 548 espectadores Árbitro(s): Cüneyt Çakir |

|  |  |

| GK           | 12 | Munir Mohamedi  |     |     |
| CB           | 2  | Achraf Hakimi   |     |     |
| CB           | 5  | Mehdi Benatia   |     |     |
| CB           | 6  | Romain Saïss    |     |     |
| RM           | 14 | Mbark Boussoufa |     |     |
| CM           | 7  | Hakim Ziyech    |     |     |
| CM           | 8  | Karim El Ahmadi | 34' |     |
| LM           | 18 | Amine Harit     |     | 82' |
| RF           | 16 | Nordin Amrabat  |     | 76' |
| CF           | 9  | Ayoub El Kaabi  |     | 77' |
| LF           | 10 | Younès Belhanda |     |     |
| Cambios:     |    |                 |     |     |
| MF           | 21 | Sofyan Amrabat  |     | 76' |
| FW           | 20 | Aziz Bouhaddouz |     | 77' |
| DF           | 4  | Manuel da Costa |     | 82' |
| Entrenador:  |    |                 |     |     |
| Hervé Renard |    |                 |     |     |

| GK             | 1  | Alireza Beiranvand   |       |     |
| CB             | 23 | Ramin Rezaeian       |       |     |
| CB             | 4  | Rouzbeh Cheshmi      |       |     |
| CB             | 8  | Morteza Pouraliganji |       |     |
| RM             | 10 | Karim Ansarifard     | 90+2' |     |
| CM             | 9  | Omid Ebrahimi        |       | 81' |
| CM             | 3  | Ehsan Hajsafi        |       |     |
| LM             | 7  | Masoud Shojaei       | 10'   | 68' |
| RF             | 18 | Alireza Jahanbakhsh  | 47'   | 85' |
| CF             | 20 | Sardar Azmoun        |       |     |
| LF             | 11 | Vahid Amiri          |       |     |
| Cambios:       |    |                      |       |     |
| FW             | 17 | Mehdi Taremi         |       | 68' |
| DF             | 19 | Majid Hosseini       |       | 81' |
| FW             | 14 | Saman Ghoddos        |       | 85' |
| Entrenador:    |    |                      |       |     |
| Carlos Queiroz |    |                      |       |     |

| Jugador del Partido: Amine Harit Árbitros asistentes: Bahattin Duran Tarik Ongun Cuarto árbitro: Sergei Karasev Quinto árbitro: Anton Averianov Árbitro asistente de video: Felix Zwayer Árbitros asistentes del árbitro asistente de video: Bastian Dankert Mark Borsch Jair Marrufo |

#### Portugal vs. Marruecos
| 20 de junio de 2018, 15:00 (UTC+3) | Portugal   | 1:0 (1:0) | Marruecos | Estadio Olímpico Luzhnikí, Moscú                        |                                                         |
|                                    | Ronaldo 4' | Reporte   |           | Asistencia: 78 011 espectadores Árbitro(s): Mark Geiger | Asistencia: 78 011 espectadores Árbitro(s): Mark Geiger |

|  |  |

| GK              | 1  | Rui Patrício      |       |     |
| RB              | 21 | Cédric Soares     |       |     |
| CB              | 3  | Pepe              |       |     |
| CB              | 6  | José Fonte        |       |     |
| LB              | 5  | Raphaël Guerreiro |       |     |
| RM              | 11 | Bernardo Silva    |       | 59' |
| CM              | 14 | William Carvalho  |       |     |
| CM              | 8  | João Moutinho     |       | 89' |
| LM              | 10 | João Mário        |       | 70' |
| CF              | 17 | Gonçalo Guedes    |       |     |
| CF              | 7  | Cristiano Ronaldo |       |     |
| Cambios:        |    |                   |       |     |
| FW              | 18 | Gelson Martins    |       | 59' |
| MF              | 16 | Bruno Fernandes   |       | 70' |
| MF              | 23 | Adrien Silva      | 90+2' | 89' |
| Entrenador:     |    |                   |       |     |
| Fernando Santos |    |                   |       |     |

| GK           | 12 | Munir Mohamedi  |     |     |
| RB           | 17 | Nabil Dirar     |     |     |
| CB           | 5  | Mehdi Benatia   | 40' |     |
| CB           | 4  | Manuel da Costa |     |     |
| LB           | 2  | Achraf Hakimi   |     |     |
| CM           | 8  | Karim El Ahmadi |     | 86' |
| CM           | 14 | Mbark Boussoufa |     |     |
| RW           | 16 | Nordin Amrabat  |     |     |
| AM           | 10 | Younès Belhanda |     | 75' |
| LW           | 7  | Hakim Ziyech    |     |     |
| CF           | 13 | Khalid Boutaïb  |     | 70' |
| Cambios:     |    |                 |     |     |
| FW           | 9  | Ayoub El Kaabi  |     | 70' |
| MF           | 23 | Mehdi Carcela   |     | 75' |
| MF           | 11 | Fayçal Fajr     |     | 86' |
| Entrenador:  |    |                 |     |     |
| Hervé Renard |    |                 |     |     |

| Jugador del Partido: Cristiano Ronaldo Árbitros asistentes: Joe Fletcher Frank Anderson Cuarto árbitro: Sergei Karasev Quinto árbitro: Anton Averianov Árbitro asistente de video: Felix Zwayer Árbitros asistentes del árbitro asistente de video: Jair Marrufo Simon Lount Bastian Dankert |

#### España vs. Marruecos
| 25 de junio de 2018, 20:00 (UTC+2) | España                 | 2:2 (1:1) | Marruecos                   | Arena Baltika, Kaliningrado                                 |                                                             |
|                                    | Isco 19' · Aspas 90+1' | Reporte   | Boutaïb 14' · En-Nesyri 81' | Asistencia: 33 973 espectadores Árbitro(s): Ravshan Irmatov | Asistencia: 33 973 espectadores Árbitro(s): Ravshan Irmatov |

|  |  |

| GK              | 1  | David de Gea     |  |     |
| RB              | 2  | Dani Carvajal    |  |     |
| CB              | 3  | Gerard Piqué     |  |     |
| CB              | 15 | Sergio Ramos     |  |     |
| LB              | 18 | Jordi Alba       |  |     |
| CM              | 5  | Sergio Busquets  |  |     |
| CM              | 10 | Thiago Alcántara |  | 74' |
| RW              | 21 | David Silva      |  | 84' |
| AM              | 22 | Isco             |  |     |
| LW              | 6  | Andrés Iniesta   |  |     |
| CF              | 19 | Diego Costa      |  | 74' |
| Cambios:        |    |                  |  |     |
| FW              | 17 | Iago Aspas       |  | 74' |
| MF              | 20 | Marco Asensio    |  | 74' |
| FW              | 9  | Rodrigo          |  | 84' |
| Entrenador:     |    |                  |  |     |
| Fernando Hierro |    |                  |  |     |

| GK           | 12 | Munir Mohamedi    | 88'   |     |
| RB           | 17 | Nabil Dirar       |       |     |
| CB           | 4  | Manuel da Costa   | 31'   |     |
| CB           | 6  | Romain Saïss      |       |     |
| LB           | 2  | Achraf Hakimi     | 90+3' |     |
| CM           | 8  | Karim El Ahmadi   | 22'   |     |
| CM           | 14 | Mbark Boussoufa   | 31'   |     |
| RW           | 16 | Nordin Amrabat    | 29'   |     |
| AM           | 10 | Younès Belhanda   |       | 63' |
| LW           | 7  | Hakim Ziyech      |       | 85' |
| CF           | 13 | Khalid Boutaïb    |       | 72' |
| Cambios:     |    |                   |       |     |
| MF           | 11 | Fayçal Fajr       |       | 63' |
| FW           | 19 | Youssef En-Nesyri |       | 72' |
| FW           | 20 | Aziz Bouhaddouz   |       | 85' |
| Entrenador:  |    |                   |       |     |
| Hervé Renard |    |                   |       |     |

| Jugador del Partido: Isco Árbitros asistentes: Abdukhamidullo Rasulov Jakhongir Saidov Cuarto árbitro: Mohammed Abdulla Hassan Mohamed Quinto árbitro: Mohamed Al Hammadi Árbitro asistente de video: Felix Zwayer Árbitros asistentes del árbitro asistente de video: Bastian Dankert Mark Borsch Danny Makkelie |

## Estadísticas

### Participación de jugadores
| # | Pos | Jugador | PJ | Minutos Jugados | Goles | Asistencias | Tarjetas Amarillas | Doble Tarjeta Amarilla y Roja | Tarjetas Rojas |
| - | --- | ------- | -- | --------------- | ----- | ----------- | ------------------ | ----------------------------- | -------------- |
| - | -   | -       | -  | -               | -     | -           | -                  | -                             | -              |
| - | -   | -       | -  | -               | -     | -           | -                  | -                             | -              |
| - | -   | -       | -  | -               | -     | -           | -                  | -                             | -              |
| - | -   | -       | -  | -               | -     | -           | -                  | -                             | -              |
| - | -   | -       | -  | -               | -     | -           | -                  | -                             | -              |
| - | -   | -       | -  | -               | -     | -           | -                  | -                             | -              |
| - | -   | -       | -  | -               | -     | -           | -                  | -                             | -              |
| - | -   | -       | -  | -               | -     | -           | -                  | -                             | -              |
| - | -   | -       | -  | -               | -     | -           | -                  | -                             | -              |
| - | -   | -       | -  | -               | -     | -           | -                  | -                             | -              |
| - | -   | -       | -  | -               | -     | -           | -                  | -                             | -              |
| - | -   | -       | -  | -               | -     | -           | -                  | -                             | -              |
| - | -   | -       | -  | -               | -     | -           | -                  | -                             | -              |
| - | -   | -       | -  | -               | -     | -           | -                  | -                             | -              |
| - | -   | -       | -  | -               | -     | -           | -                  | -                             | -              |
| - | -   | -       | -  | -               | -     | -           | -                  | -                             | -              |
| - | -   | -       | -  | -               | -     | -           | -                  | -                             | -              |
| - | -   | -       | -  | -               | -     | -           | -                  | -                             | -              |

| # | Pos        | Jugador | PJ | Minutos Jugados | Goles recibidos | Atajos | Tarjetas Amarillas | Doble Tarjeta Amarilla y Roja | Tarjetas Rojas |
| - | ---------- | ------- | -- | --------------- | --------------- | ------ | ------------------ | ----------------------------- | -------------- |
| 1 | Guardameta | -       | -  | -               | -               | -      | -                  | -                             | -              |
| - | Guardameta | -       | -  | -               | -               | -      | -                  | -                             | -              |
| - | Guardameta | -       | -  | -               | -               | -      | -                  | -                             | -              |